# Elite SC
El Elite Sport Club es un equipo de fútbol de las Islas Caimán que milita en la Liga de las Islas Caimán.
Fue fundado en 2006 en la ciudad de West Bay. 

## Palmarés
- Liga de las Islas Caimán: 2

2008/09, 2010–11
- Copa FA de las Islas Caimán: 1

2008/09

## Participación en competiciones de la CONCACAF
| Temporada | Torneo                         | Ronda | Club               | Resultado |
| --------- | ------------------------------ | ----- | ------------------ | --------- |
| 2012      | Campeonato de Clubes de la CFU | 1     | North Village Rams | 2-1       |
| 2012      | Campeonato de Clubes de la CFU | 1     | George Town SC     | 1-2       |